# 奥娜·费尔
奥娜·费尔（英語：Honor Bridget Fell，1900年5月20日—1986年4月22日）是一位英国动物学家和免疫学家，开发了细胞生物学中的器官和組織培養方法，1953年当选皇家学会会士。